# Long & Short
A estratégia de Long & Short (Comprado & Vendido) consiste em uma operação casada (simultânea), na qual um investidor mantêm uma posição vendida em uma ação e comprada em outra (com financeiro perto de zero) no intuito de obter um residual financeiro da operação quando liquidá-la. Esta operação permite alavancagem financeira, pois é lastreada com margens de garantia.
O Long & Short pode prevenir do risco de correlação com o Índice Beta do mercado, dependendo da correlação individual de cada ação com o índice de ações a qual pertence. Operações de Long & Short na B3 são mais comuns com ações que pertençam a ao menos um índice de mercado (Ibovespa, IBrX ou IBRX50).

## Conceito
Consiste em uma operação de mercado neutro, usualmente praticada por arbitradores, utilizando-se de distorções provocadas por movimento de especuladores ou outros players do mercado.
Esta operação, conhecida no mercado brasileiro como Long & Short ou Long/Short, em português  seria algo como Arbitragem entre Ações. É um tipo especifico de operação no qual busca-se a neutralidade em relação aos índices principais do mercado. Trata-se basicamente de uma operação de arbitragem entre papéis;
Esta arbitragem entre dois ativos busca performance relativa entre ambos,ou seja, que a ponta ativa (comprada) performe melhor que ponta passiva (vendida)ou vice-versa. Não interessa neste caso se o índice da bolsa cai 10% ou sobe 10%, a operação pouco sofre influencia disto, se o ativo Long (ponta comprada) cair 10% mas o ativo Short (ponta vendida) cair 15% a operação gerou um lucro de 5% no diferencial dos dois papéis.
Utiliza-se a o termo Spread entre ativos para indicar a situação de um par de ativos, Ex.: Qual o Spread entre ITUB4 e BBDC4? Ele se dará pela razão de seus preços, sendo calculado geralmente o primeiro ativo citado (no nosso caso ITUB4) como o numerador.

## Tipos deLong & Short
- Intrasetoriais - Este tipo de operação baseia-se na correlação de preços que as duas empresas demonstram no mercado, caso haja uma grande distorção não justificável entre os preços destes ativos, pode ocorrer uma operação de arbitragem entres estes pares. Ex.: ITAU vs. Bradesco;

- Intersetoriais - E um dos tipos menos vistos no mercado, por ser de maior risco, deve haver um grande conhecimento dos dois mercados, mas, também proporciona os maiores ganhos potenciais. Ex.: Sadia vs. Usiminas;

- ON vs. PN - é a mais comum das operações entre pares, e, como se trata da mesma empresa tanto na ponta vendida quanto comprada, o risco e muito baixo, por isso os volumes nestas operações são muito grandes, e, tendem a remunerar uma taxa não muito atrativa. Ex.: Petrobras ON vs Petrobras PN;

- Controlada vs. Controladora - Algumas empresas listadas na bolsa sao controladoras de outras empresas também listadas na mesma bolsa, e, também detém um número razoável de ações destas, sendo assim, seus resultados são muito similares, na maioria das vezes a controlada representa quase que a totalidade dos ativos da controladora, facilitando ainda mais a operação de arbitragem e reduzindo os riscos. Ex.: Banco Itau vs. Itau S.A..

## Operacionalizando oLong & Short
Como qualquer tipo de operação de arbitragem, faz se necessária a utilização de margens de garantia depositadas na Bolsa para que se possam realizar tais operações. Tais garantias podem ser na forma de:
- Títulos Públicos;

- CDB;

- Ações;

- Dinheiro;

- Carta-Fiança.

Estas garantias sao necessárias devido a posição Vendida que se toma em um dos papéis em questão, pois, tal venda ocorre a descoberto, ou seja, o vendedor não possui tais papéis, ele os aluga no Banco de Títulos da Companhia Brasileira de Liquidação e Custódia a uma taxa mínima anual. Cada ativo tem o seu devido intervalo de margem requerido pela Bolsa, sendo assim apenas consultando o site da B3 para se certificar disto.
As operações de compra e venda dos dois ativos são efetuadas simultaneamente, e com o "casamento" do financeiro, sendo assim quase não há desencaixe em tal operação. Ex.: Arbitragem entre VALE3 e VALE5; Compra de R$ 100.000,00 em VALE3; Venda de  R$ 100.000,00 em VALE5.
O crédito e o débito ocorrem no mesmo dia, sendo assim, apenas a margem de garantia deve ser depositada referente ao valor da venda de VALE5.